# Wilmette
Wilmette és una població dels Estats Units a l'estat d'Illinois. Segons el cens del 2000 tenia 27.651 habitants.

## Demografia
Segons el cens del 2000, Wilmette tenia 27.651 habitants, 10.039 habitatges, i 7.730 famílies. La densitat de població era de 1.984,4 habitants/km².
Dels 10.039 habitatges en un 40,6% hi vivien nens de menys de 18 anys, en un 68,9% hi vivien parelles casades, en un 6,4% dones solteres, i en un 23% no eren unitats familiars. En el 21,1% dels habitatges hi vivien persones soles el 12,1% de les quals corresponia a persones de 65 anys o més que vivien soles. El nombre mitjà de persones vivint en cada habitatge era de 2,73 i el nombre mitjà de persones que vivien en cada família era de 3,19.
Per edats la població es repartia de la següent manera: un 29,7% tenia menys de 18 anys, un 3,6% entre 18 i 24, un 21,7% entre 25 i 44, un 27,8% de 45 a 60 i un 17,2% 65 anys o més.
L'edat mediana era de 42 anys. Per cada 100 dones de 18 o més anys hi havia 84,9 homes.
La renda mediana per habitatge era de 106.773 $ i la renda mediana per família de 122.515 $. Els homes tenien una renda mediana de 97.143 $ mentre que les dones 50.007 $. La renda per capita de la població era de 55.611 $. Aproximadament l'1,3% de les famílies i el 2,3% de la població estaven per davall del llindar de pobresa.

## Personatges il·lustres
- Bill Murray (1950 -) actor

## Poblacions properes
El següent diagrama mostra les poblacions més properes.